# 在日モーリシャス人
在日モーリシャス人（ざいにちモーリシャスじん）は、日本に一定期間在住するモーリシャス国籍の人々である。

## 統計
日本の法務省の在留外国人統計によると、2023年12月末時点で在日モーリシャス人は112人である。
在留資格別（3位まで）
| 順位 | 在留資格                 | 人数 |
| ---- | ------------------------ | ---- |
| 1    | 永住者                   | 28   |
| 2    | 技術・人文知識・国際業務 | 21   |
| 3    | 家族滞在                 | 15   |

都道府県別（2位まで）
| 順位 | 都道府県   | 人数 |
| ---- | ---------- | ---- |
| 1    | 千葉       | 21   |
| 2    | 東京北海道 | 18   |
| 2    | 北海道     | 18   |